# Soyhières
Soyhières (Duits: Saugern) is een gemeente en plaats in het Zwitserse kanton Jura, en maakt deel uit van het district Delémont.
Soyhières telt 467 inwoners.